# FSV Vohwinkel
Der FSV Vohwinkel (offiziell: Fussball Sport Verein Vohwinkel 48 e.V.) ist ein Fußballverein aus dem Wuppertaler Stadtteil Vohwinkel. Die erste Mannschaft spielte in der Saison 2017/18 in der Oberliga Niederrhein.

## Geschichte
Der Verein wurde am 18. Juli 1948 von einigen Bewohnern des Quartiers Lüntenbeck als Lüntenbecker SV gegründet. Da es in Lüntenbeck anfangs noch keinen geeigneten Sportplatz gab, wurde in den ersten Jahren ein Gelände in der Nachbarstadt Wülfrath genutzt. Der heutige Sportplatz in Lüntenbeck wurde am 12. Oktober 1952 mit einem Freundschaftsspiel gegen die TSG Vohwinkel eröffnet. Sieben Jahre später wurde mit dem FC Vohwinkel ein Konkurrenzverein gegründet. Im Jahre 1970 kam es dann zur Fusion des Lüntenbecker SV mit dem FC Vohwinkel zum heutigen FSV Vohwinkel. 1977 musste der FSV-Präsident Werner Hesterberg nach internen Querelen den Verein verlassen. Er wandte sich daraufhin der BSG Rot-Weiß Tesche zu, die als Tescher SV dem DFB beitrat. Acht Jahre später benannte sich dieser Verein in SC Phönix Wuppertal um, der sich dann im Jahre 2006 dem FSV Vohwinkel anschloss.
Nach vielen Jahren auf lokaler Ebene gelang dem FSV Vohwinkel im Jahre 2004 der Aufstieg in die Bezirksliga. Drei Jahre später gelang dann der Aufstieg in die Landesliga Niederrhein. Großen Anteil daran hatte Ex-Profi Holger Gaißmayer, der 41 Saisontore erzielte. In der Landesliga kamen die „Füchse“ nicht über Mittelmaß hinaus und mussten 2014 wieder in die Bezirksliga absteigen. Ein Jahr später wurde der FSV Vizemeister seiner Bezirksligastaffel hinter dem SSV Heiligenhaus, bevor 2016 eine weitere Vizemeisterschaft hinter dem ASV Mettmann folgte. In dieser Saison wurde allerdings eine Aufstiegsrelegation zwischen den Vizemeistern der sechs Bezirksligastaffeln und den Viertletzten der beiden Landesligastaffeln ausgetragen in der die Vohwinkeler sich in einer der beiden Endspielpaarungen mit 3:2 nach Verlängerung gegen den VfB Frohnhausen durchsetzen konnten.
Zurück in der Landesliga spielten die „Füchse“ lange in der Spitzengruppe mit und konnten sich schließlich durch einen 7:0-Sieg beim TV Kalkum-Wittlaer die Meisterschaft sichern und marschierten damit am Ende der Saison 2016/17 innerhalb eines Jahres in die höchste niederrheinische Amateurliga durch. Als Vorletzter der Saison 2017/18 mussten die Vohwinkeler jedoch gleich wieder absteigen und wurden in der folgenden Landesligasaison 2018/19 in die Bezirksliga durchgereicht. 2020 gelang der direkte Wiederaufstieg in die Landesliga, dem drei Jahre später der erneute Abstieg in die Bezirksliga folgte.